# HTC Legend
Das HTC Legend, der Nachfolger des HTC Hero, ist ein Smartphone mit dem Betriebssystem Android 2.2, hergestellt von der HTC Corporation. Es wurde am 16. Februar 2010 angekündigt und ist in Europa seit April 2010 auf dem Markt.
Das Legend wird von einem 600 MHz Qualcomm MSM 7227 Prozessor betrieben und hat 384 MB RAM. Der interne Speicher ist 512 MB groß und kann mit MicroSD-Karten erweitert werden. Es verfügt über UMTS mit HSPA, WLAN und Bluetooth 2.1. Weiterhin verfügt es über ein UKW-Radio, einen GPS-Empfänger sowie einen Beschleunigungssensor und einen digitalen Kompass.
Das Gehäuse des Legend ist aus einem einzelnen massiven Aluminiumblock gefräst. Es verwendet einen 8,1 cm (3,2 Zoll) großen AMOLED-Multi-Touch-Bildschirm und eine 5-Megapixel-Kamera. Die Antenne befindet sich unter einer Kunststoffabdeckung am unteren Teil des Gehäuses, unter der sich auch der austauschbare Lithium-Polymer-Akku, die MicroSD- und SIM-Karte befinden. Dadurch wird – trotz des Metallgehäuses – ein guter Empfang gewährleistet.
Das Legend wird mit Android 2.2 (anfangs noch Android 2.1) ausgeliefert, das HTC durch die eigene Benutzeroberfläche Sense erweitert hat. Sie ist eine Weiterentwicklung der Oberfläche HTC Touch und wird auch auf dem Windows-Smartphone HTC HD2 wie auch auf den Android-Smartphones HTC Hero und HTC Desire eingesetzt. Sense bringt diverse Apps und Widgets mit, wie einen eigenen E-Mail-Client und Audioplayer.